# Tháng 11 năm 2013
Tháng 11 năm 2013 là tháng thứ mười một trong năm, bắt đầu vào Thứ Sáu và kết thúc sau 30 ngày vào Thứ bảy.

## Chủ đề:Thời sự
| 22 tháng 03, 2025 Đụng độ có vũ trang và các cuộc tấn công - Nội chiến ở Syria: - Máy bay của Israel tiến hành một cuộc tấn công gần thành phố ven biển của Syria, Latakia, nhắm vào các tên lửa phòng không S-125 do Nga sản xuất được cho là do nhóm vũ trang Lebanon Hezbollah sử dụng. (BBC) - Chiến tranh vùng Tây Bắc Pakistan: - Một cuộc tấn công bằng máy bay không người lái của Hoa Kỳ đã giết chết Hakimullah Mehsud, lãnh đạo của Pakistani Taliban (mà Mỹ đã treo thưởng 5 triệu USD) cùng năm người khác. (BBC) (Reurters) - Cuộc tấn công quảng trường Tiananmen 2013: - Một quan chức an ninh hàng đầu của Trung Quốc đổ lỗi cho Phong trào hồi giáo đông Turkestan cho một vụ tấn công liều chết làm năm người thiệt mạng ở cổng Thiên An Môn tại Bắc Kinh vào thứ Hai. (AP) Thương mại và kinh tế - Quỹ Thế chấp Nhà ở Quốc gia Liên bang Hoa Kỳ đệ đơn kiện 800 triệu USD chống lại chín ngân hàng khác nhau, trong đó có Citigroup và Bank of America, vì đã làm sai lệch Lãi suất liên ngân hàng London tiêu chuẩn. (Bloomberg via SFGate) Thảm hoạ và tai nạn - Lũ quét và mưa lớn tràn qua miền Trung Texas, Hoa Kỳ, làm 2 người chết. (AP thông qua Fox News) 22 tháng 03, 2025 Thảm hoạ và tai nạn - Bão Haiyan: - Tổng thống Philippines Benigno Aquino III cắm trại tại Tacloban để giám sát hoạt động cứu trợ sau khi nhận được nhiều lời chỉ trích vì có phản ứng chậm trễ và thiếu tổ chức trước thảm hoạ. (USA Today) - Ít nhất hai mươi người thiệt mạng sau khi một tàu hoả Ai Cập va chạm với một xe buýt và một số phương tiện khác ở miền Nam Cairo. (BBC) - Núi lửa Merapi và Sinabung phun trào ở Indonesia khiến người dân khu vực miền Trung Java và Bắc Sumatra phải đi sơ tán. (Fox News) Quan hệ quốc tế - Indonesia triệu hồi đại sứ của họ tại Australia và sẽ "xem xét lại" vị trí ngoại giao của Australia ở Jakarta sau những cáo buộc Australia đã theo dõi điện thoại của Tổng thống Susilo Bambang Yudhoyono và phu nhân. (Sydney Morning Herald) | << Tháng 11 năm 2013 >> CN T2 T3 T4 T5 T6 T7 1 2 3 4 5 6 7 8 9 10 11 12 13 14 15 16 17 18 19 20 21 22 23 24 25 26 27 28 29 30 |    |    |    |    |    |
| << Tháng 11 năm 2013 >> | |    |    |    |    |    |
| CN | T2 | T3 | T4 | T5 | T6 | T7 |
| | |    |    |    | 1  | 2  |
| 3 | 4 | 5  | 6  | 7  | 8  | 9  |
| 10 | 11 | 12 | 13 | 14 | 15 | 16 |
| 17 | 18 | 19 | 20 | 21 | 22 | 23 |
| 24 | 25 | 26 | 27 | 28 | 29 | 30 |
| | |    |    |    |    |    |